# Super Rockstar Girl
Super Rockstar Girl är ett musikalbum med Superduper Sofie och utgivet 2004 på Bonnier Amigo. Albumet nådde som högst plats 55 på svenska albumlistan den 25 juni 2004.
Sofie vann Lilla Melodifestivalen 2002 med "Superduperkillen". Låten "Sim salabim" släpptes som singel och nådde som högst plats 10 på singellistan den 23 januari 2004.

## Låtlista
1. "Romeo har rymt" (musik: Anderz Wrethov och Johan Deltinger, text: Elin Wrethov)
2. "Super Rockstar Girl" (musik: Anderz Wrethov, text: Elin Wrethov)
3. "Karneval" (musik: Anderz Wrethov och Johan Deltinger, text: Elin Wrethov)
4. "Sim salabim" (musik: Anderz Wrethov, text: Elin Wrethov)
5. "Du & jag" (musik: Anderz Wrethov och Johan Deltinger, text: Elin Wrethov)
6. "Aladdin" (musik: Anderz Wrethov och M Lundgren, text: Elin Wrethov)
7. "Mitt liv" (musik: Anderz Wrethov och Johan Deltinger, text: Elin Wrethov)
8. "För alltid" (musik: Anderz Wrethov, text: Elin Wrethov)
9. "Under stjärnorna" (musik: Anderz Wrethov och Johan Deltinger, text: Elin Wrethov)
10. "Borde göra slut" (musik: Anderz Wrethov och Johan Deltinger, text: Elin Wrethov)
11. "Vi ska vinna (Superduper fett)" (musik och text: Anderz Wrethov och Johan Deltinger)
12. "Romeo har rymt" (karaoke) (musik: Anderz Wrethov och Johan Deltinger)
13. "Super Rockstar Girl" (karaoke) (musik: Anderz Wrethov)
14. "Sim salabim" (karaoke) (musik: Anderz Wrethov)
15. "Superduperkille" (disco RMX) (karaoke) (Musik: Sofie Larsson)